# قلعه سیاه
قلعه سیاه (انگلیسی: The Black Castle) فیلمی در ژانر ترسناک و معمایی به کارگردانی نیتن اچ. جوران است که در سال ۱۹۵۲ منتشر شد.

## بازیگران
- ریچارد گرین
- استیون مک‌نالی
- بوریس کارلوف
- هاردینگ کوردن
- جان هویت
- لان چینی جونیور
- مایکل پتی